# Myrmarachne kiboschensis
Myrmarachne kiboschensis là một loài nhện trong họ Salticidae.
Loài này thuộc chi Myrmarachne. Myrmarachne kiboschensis được Roger de Lessert miêu tả năm 1925.